# Aubergenville
Aubergenville – miejscowość i gmina we Francji, w regionie Île-de-France, w departamencie Yvelines. Przez miejscowość przepływa Sekwana. 
Według danych na rok 1990 gminę zamieszkiwało 12 126 osób, a gęstość zaludnienia wynosiła 1373 osób/km².
Aubergenville współpracuje na zasadach partnerstwa z Kutnem i Bełchatowem.

## Gospodarka
Na obszarze gminy znajduje się 80% terenu fabryki koncernu Renault, produkującej m.in. model Renault Clio III, jednak fabryka ta znana jest szerzej jako "zakład z Flins".